# Saint-Loubert
Saint-Loubert är en kommun i departementet Gironde i regionen Nouvelle-Aquitaine i sydvästra Frankrike. Kommunen ligger i kantonen Langon som tillhör arrondissementet Langon. År 2022 hade Saint-Loubert 230 invånare.

## Befolkningsutveckling
Antalet invånare i kommunen Saint-Loubert
Referens:INSEE